# Объединённая группировка войск на Северном Кавказе
Объединённая группировка войск (сил) по проведению контртеррористических операций на территории Северо-Кавказского региона Российской Федерации — межведомственное объединение силовых структур Российской Федерации на Северном Кавказе, созданное вскоре после начала Второй чеченской войны.
Объединённая группировка войск создана 23 сентября 1999 года согласно Указу президента Российской Федерации Бориса Ельцина с целью совершенствования межведомственной координации и повышению эффективности системы управления..
Не следует путать с Объединённой группировкой войск в Чеченской Республике, существовавшей во время Первой чеченской войны.

## История
Вторжение воинствующих исламистов из Чечни в Дагестан 7 августа 1999 года, во главе с Шамилем Басаевым и Хаттабом, спровоцировало военный конфликт между Россией и незаконными вооружёнными формированиями. Исламисты вошли в Ботлихский район и заняли населённые пункты: Ансалта, Рахата, Тандо, Шодрода, Годобери. 5 сентября 1999 года другая группа террористов вторглась в Новолакский район, где заняла господствующие высоты. В ответ на эти действия российским руководством принято решение провести контртеррористическую операцию на территории Чечни. 23 сентября президент РФ Борис Николаевич Ельцин издал Указ «О мерах по повышению эффективности контртеррористических операций на территории Северо-Кавказского региона Российской Федерации», обозначивший создание Объединённой группировки войск на Северном Кавказе.
20 апреля 2000 года войсковая операция была закончена. Озвучен переход к специальным операциям в силу перехода боевиков к диверсионной деятельности.
К 2014 году силами группировки проведено более 40 тысяч боевых операций и мероприятий, пресечена террористическая деятельность свыше 10 тысяч вооружённых противников конституционного строя.

## Руководство
- Августа 1999 — апрель 2000: Виктор Казанцев, возглавлявший на тот момент Северо-Кавказский военный округ[2].
- Март 2000 — апрель 2000: и. о. Александр Баранов.
- Апрель 2000 — июнь 2000: Геннадий Трошев.
- Июль 2000 — октябрь 2001: Валерий Баранов.
- Май 2001 — сентябрь 2001: и. о. Владимир Молтенской.
- Октябрь 2001 — октябрь 2002: Владимир Молтенской.
- Октябрь 2002—2005: Сергей Макаров.
- Сентябрь 2003 — май 2004: Валерий Баранов.
- Май 2004 — май 2004: и. о. Михаил Паньков
- Июнь 2004 — июль 2005: и. о. Вячеслав Дадонов.
- Июль 2005 — июнь 2006: Евгений Лазебин.
- Июнь 2006 — декабрь 2006: Евгений Баряев.
- Декабрь 2006 — январь 2008: Яков Недобитко.
- Январь 2008 — ?: Николай Сивак.
- Апреля 2010 — ?: Евгений Зубарев.
- Сентябрь 2011 — май 2014: Сергей Меликов.
- Май 2014 — июля 2017: Сергей Власенко.

С 29 июля 2017 года командование Объединённой группировкой войск (сил) на Северном Кавказе осуществляет директор Федеральной службы войск национальной гвардии Российской Федерации.

## Состав
В состав ОГВ вошли подразделения Внутренних войск МВД и Вооружённых сил, органов Министерства внутренних дел, органы и подразделения Министерства по делам гражданской обороны, чрезвычайным ситуациям и ликвидации последствий стихийных бедствий, Федеральной службы безопасности, Федеральной службы охраны и федеральных государственных органов, в которых предусмотрена военная служба.